# توم دبليو. شو
توم دبليو. شو (بالإنجليزية: Tom W. Shaw)‏ هو سياسي أمريكي، ولد في 1961 في سبنسر في الولايات المتحدة. حزبياً، نشط في Republican Party of Iowa ‏ والحزب الجمهوري. وقد انتخب عضو مجلس نواب ولاية ايوا.